# مدار رأس‌الجدی (رمان)
مدار رأس‌الجدی (انگلیسی: Tropic of Capricorn) رمانی از هنری میلر است که در سال ۱۹۳۹ در پاریس منتشر شد. انتشار این رمان همانند مدار رأس‌السرطان اولین رمان هنری میلر در آمریکا ممنوع اعلام شد و تا سال ۱۹۶۱ این ممنوعیت ادامه داشت.